# Dee Dee Myers
Margaret Jane Myers, detta Dee Dee (Quonset Point, 1º settembre 1961), è una politica e funzionario statunitense, ex-Portavoce della Casa Bianca sotto l'amministrazione Clinton, nonché prima donna a ricoprire questa carica.
Dopo l'esperienza alla Casa Bianca, la Myers è divenuta una collaboratrice della rivista Vanity Fair e della CBS News. Inoltre è stata una dei consulenti fondamentali della serie televisiva West Wing - Tutti gli uomini del Presidente; si ritiene che gli autori del telefilm si siano ispirati alla Myers per la creazione del personaggio di C.J. Cregg, fittizia Portavoce della Casa Bianca.
La Myers è anche l'autrice del libro "Why Women Should Rule the World".
Attualmente Dee Dee Myers vive a Washington insieme al marito Todd Purdum, corrispondente di Vanity Fair, dal quale ha avuto due figli.